# Kajáni-tó
A Kajáni tó (román nyelven Tăul Căianului, újabban Lacul Cetăţele vagy Lacul Căianului) Nagykajántól délnyugatra, Beszterce-Naszód megyében található. 

## Jellemzése
Földcsuszamlás által keletkezett tó, különleges állat- és növényvilággal. Védett terület. Északnyugat-délkelet irányban oválisan nyúlik el. 227 méter hosszú, 64 méter széles, maximális mélysége 4,85 méter. Földalatti forrás és csapadék táplálja.

## Megközelítése
A DN 17-es főúton úton haladva Felőr után 15,7 kilométernél Magyarlápos irányba fordulva a DJ171 megyei úton haladva Kiskajánon át juthatunk Nagykajánba, azután délnyugat irányába kell menni ahhoz, hogy a tóhoz juthassunk. Alsóilosváról is megközelíthető, innen a keleti partra érkezünk.
Koordinátái:  47°12'48.5"N 24°08'39.8”E

## Fordítás
Ez a szócikk részben vagy egészben  a   Lacul Cetăţele című román Wikipédia-szócikk fordításán alapul.  Az eredeti cikk szerkesztőit annak laptörténete sorolja fel. Ez a jelzés csupán a megfogalmazás eredetét és a szerzői jogokat jelzi, nem szolgál a cikkben szereplő információk forrásmegjelöléseként.